# Klaus Vollmer (Japanologe)
Klaus Vollmer (* 9. Juni 1959 in Bremen) ist ein deutscher Japanologe. Er lehrt als Professor am Japan-Zentrum der Ludwig-Maximilians-Universität München.

## Leben
Nach dem Abitur im Jahr 1978 und einer Ausbildung zum Diplom-Bibliothekar (FH) studierte Vollmer 1982–88 Japanologie, Neuere Deutsche Literatur, Religionswissenschaft, Geschichte und Sinologie an der Universität Hamburg. Nach der Promotion zum Dr. phil. im Jahr 1993 absolvierte er zunächst einen Aufenthalt als Gastdozent an der Städtischen Universität Osaka. Nach der Habilitation im Jahr 1997 folgten Lehrstuhlvertretungen in Duisburg und München, wo er seit 1998 den Lehrstuhl für Japanologie innehat. Von 2000 bis 2006 war er erster Vorsitzender der Vereinigung für sozialwissenschaftliche Japanforschung (VSJF), seit 2008 ist er Mitglied des Wissenschaftlichen Beirats des Deutschen Instituts für Japanstudien in Tokio.

## Forschung
Nachdem sich Vollmer für seine Dissertation zunächst mit der Repräsentation verschiedener Berufsgruppen in der Literatur des japanischen Mittelalters beschäftigt hatte, begann er in der Folge, auch Arbeiten zum Japan der Gegenwart zu veröffentlichen. Eine davon, ein Aufsatz über die Reis-Krise Mitte der 1990er Jahre, wurde 1996 mit dem Forschungspreis der Tamaki-Foundation (Universität Wien) für sozialwissenschaftliche Forschungen zum gegenwärtigen Japan ausgezeichnet.
Seine Habilitationsschrift verfasste er schließlich zum Thema Tötungsverbot und Fleischgenuß in Japan. Tötungsverbot, Tabu- und Reinheitsvorstellungen stellen bis heute einen Schwerpunkt seiner Forschungstätigkeit dar, wobei er auch immer wieder die Problematik der Burakumin, sowie Diskriminierung und Marginalisierung in der japanischen Gesellschaft allgemein aufgreift.
Zu seinen weiteren Lehr- und Forschungsschwerpunkten gehören die Kultur- und Sozialgeschichte des vormodernen und modernen Japan, moderne Repräsentationen Japans und der japanischen Geschichte, die europäische Japan-Rezeption seit Mitte des 19. Jahrhunderts, der japanische Buddhismus, aber auch die vormoderne Literaturgeschichte Japans, insbesondere Waka und Setsuwa.

## Schriften (Auswahl)
- Professionen und ihre »Wege« im mittelalterlichen Japan. Eine Einführung in ihre Sozialgeschichte und literarische Repräsentation am Beispiel des Tôhoku'in shokunin utaawase. OAG, Hamburg 1995. ISBN 3-928463-55-1.
- „Eine Mißernte und ihre Folgen – Beobachtungen und Randnotizen zur 'Reis-Krise' der frühen 90er Jahre“, in: Manfred Pohl (Hrsg.): Japan 1994/95. Wirtschaft und Politik. Hamburg, Institut für Asienkunde 1995. S. 162–197.
- Gedichtwettstreit der Berufe. Eine japanische Bildrolle aus der Sammlung Sieboldiana (Bochum) – Edition, Übersetzung und Kommentar. Wiesbaden, Harrassowitz 1995. ISBN 3-447-03725-3 (Gemeinsam mit Roland Schneider und Christine Mitomi).
- Tötungsverbot und Fleischgenuß in Japan. Eine kulturhistorische Skizze anhand ausgewählter dokumentarischer und literarischer Quellen. Hamburg 1997 (Habilitationsschrift).
- Sünden des Wortes. Festschrift für Roland Schneider zum 65. Geburtstag. OAG, Hamburg 2004. (Hrsg., gemeinsam mit Judit Árokay).
- Ökologie und Umweltpolitik in Japan und Ostasien. Transnationale Perspektiven. Environmental Policies and Ecological Issues in Japan and East Asia. Transnational Perspectives. München, Iudicium 2006. (Hrsg.)